# Törley-kastély (Budapest)
A Törley-kastély Budapest XXII. kerületében (Budafokon) fekszik, Törley József, a híres magyar pezsgőgyáros építtette 1890 és 1904 között. Az első terveket Ray Rezső Lajos készítette az 1890-es években, aki ekkoriban Törley házi építészeként dolgozott. Az épületet apja halála után a friss építész diplomával rendelkező fiú, ifj. Ray Rezső Vilmos fejezte be. A kastély szomszédságában található Törley feleségének, Sacelláry Irénnek a kastélya.

## Története
Két nagyobb ütemben épült, 1904-re készült el teljesen. Belső berendezése kicsit később készült el, ezért teljes pompájában Törley József már nem is láthatta, mert 1907-ben elhunyt.

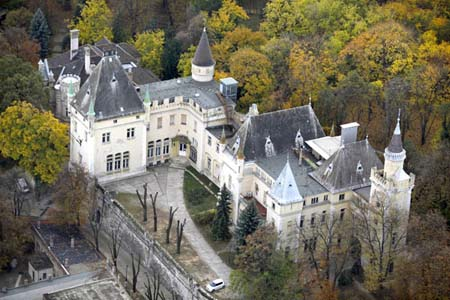
A kastély madártávlatból

A vagyont és a kastélyt is Törley unokaöccsei örökölték, akik a megkezdett munkát folytatták. Csak a gazdasági világválság idején álltak meg. Az épület sorsát a második világháború után következő államosítások pecsételték meg, az orosz katonai parancsnokság kapta meg. Ebben az időben helyreállíthatatlan károkat szenvedett, elpusztult az egykori berendezés és a díszkert. Ideiglenesen itt állomásozott a magyar katonai egység is, a honvédség kivonulását követően a kastély másfél évtizedig magányosan pusztult.
1956 nyarán ide helyezték az 1954-ben alakult Országos Onkológiai Intézet sugárbiológiával foglalkozó osztályát, így a további pusztulástól az épület megmenekült. A költöztetés 1957 elején valósult meg végleg, január 1-jén a Minisztertanács döntése alapján létrehozták a Központi Sugárbiológiai Kutatóintézetet, mely a ma is az épületben működő intézet jogelődje. A tánc- és zenetermet helyreállították, mely napjainkban könyvtárként, illetve konferenciák helyszíneként szolgál. Bár jelentős átépítések zajlottak, az épület így is mutatja egykori pompáját. Jelenleg az Országos Frédéric Joliot-Curie Sugárbiológiai és Sugáregészségügyi Kutató Intézet épülete, területére csak engedéllyel lehet belépni.
Az épület nyugat-kelet irányú enyhe lejtőn fekszik, a pezsgőspincék és gyár épületegyüttese felett. Délkeleti végéhez hatalmas torony kapcsolódik, díszítése neogótikus, így középkori hangulatot áraszt. Középkorias a tetőfedés is, mely az angol kastélyok szerkezetét utánozza.

## Külső hivatkozások
- Adatlapja a www.kastelyok-utazas.hu-n Archiválva 2016. március 6-i dátummal a Wayback Machine-ben
- Adatlapja a Műemlékem.hu-n